# Най-добър треньор в Серия А
Треньор на годината в Серия А е награда за най-добър треньор за изминалия сезон в италианската Серия А. Наградата се дава на церемонията „Оскар дел Калчо“ от 1997 г. Най-много награди имат Марчело Липи и Антонио Конте с по 3 отличия.

## Победители
- 1997 – Марчело Липи (Ювентус)
- 1998 – Марчело Липи (Ювентус)
- 1999 – Алберто Дзакерони (Милан)
- 2000 – Свен-Йоран Ериксон (Лацио)
- 2001 – Карло Анчелоти (Ювентус)
- 2002 – Луиджи Делнери (Киево)
- 2003 – Марчело Липи (Ювентус)
- 2004 – Карло Анчелоти (Милан)
- 2005 – Фабио Капело (Ювентус)
- 2006 – Лучано Спалети (Рома)
- 2007 – Лучано Спалети (Рома)
- 2008 – Чезаре Прандели (Фиорентина)
- 2009 – Жозе Моуриньо (Интер)
- 2010 – Жозе Моуриньо (Интер)
- 2011 – Масимилиано Алегри (Милан)
- 2012 – Антонио Конте (Ювентус)
- 2013 – Антонио Конте (Ювентус)
- 2014 – Антонио Конте (Ювентус)
- 2015 – Масимилиано Алегри (Ювентус)